# António José Pereira da Silveira e Sousa
 António José Pereira da Silveira e Sousa  (ilha de São Jorge, Açores, Portugal, 9 de Outubro de 1793 — ilha de São Jorge, Açores, Portugal, 7 de Dezembro de 1881) foi um Juiz português, formado bacharel em Leis pela Universidade de Coimbra em 1821. 

## Biografia
Foi juiz substituto do de direito na Vila das Velas, e como tal prestou juramento em 28 de Dezembro de 1822. Quando ali foi jurada a constituição de 1820. 
Foi presidente da Câmara Municipal de Velas e juiz ordinário eleito. Foi subdirector da alfândega da vila Velas, tendo-se aposentado como oficial. 
Escreveu diversos artigos que publicou no jornal angrense o Escudo.